# Ursula Engelen-Kefer
Ursula Engelen-Kefer (ur. 20 czerwca 1943 w Pradze) – niemiecka działaczka związkowa; w latach 1990 – 2006 wiceprzewodnicząca federacji związków zawodowych DGB, obecnie przewodnicząca Rady Administracyjnej Federalnej Agencji Pracy. 

## Życiorys

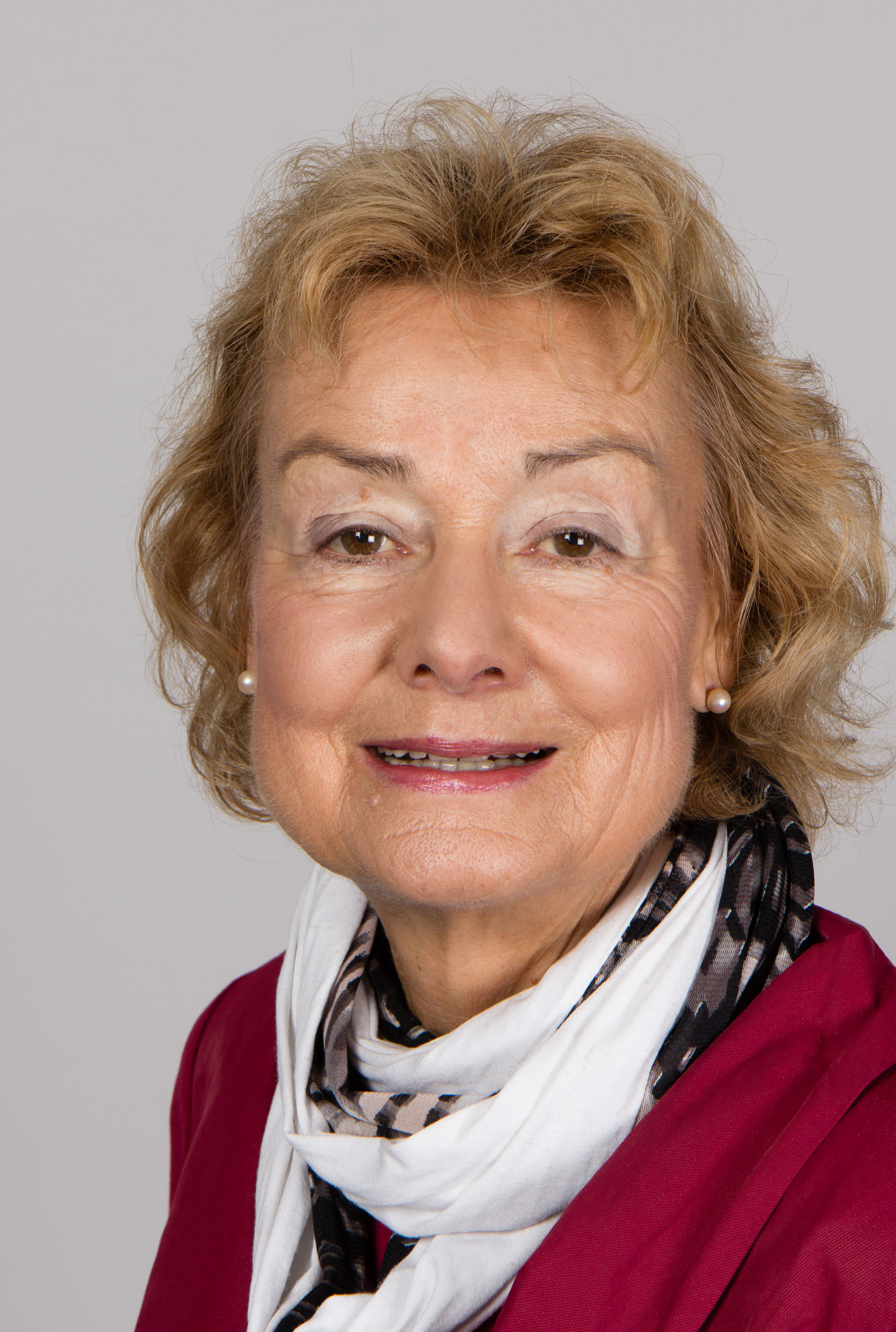
Ursula Engelen-Kefer (2014)

Engelen-Kefer studiowała makroekonomię na Uniwersytecie w Kolonii. W roku 1970 uzyskała doktorat pracą o problemach rynku pracy w Stanach Zjednoczonych. Pracowała jako dziennikarka w Nowym Jorku, następnie jako naukowiec w Instytucie Społeczno-Gospodarczym związku DGB. W roku 1974 została referentką ds. międzynarodowej polityki socjalnej w zarządzie federalnym DGB. Udziela się w wielu gremiach międzynarodowych, europejskich i niemieckich. Od 1978 roku jest członkiem Komisji Społeczno-Gospodarczej Unii Europejskiej. Pełni funkcję reprezentantki strony pracowniczej w Międzynarodowej Organizacji Pracy. W 1984 roku została wiceprezydentem Federalnego Urzędu Pracy. Od roku 1986 jest członkiem zarządu partii SPD.
W roku 1990 na Kongresie Federalnym DGB została wybrana na wiceprzewodniczącą związku. Po nieoczekiwanej śmierci dotychczasowego przewodniczącego Heinza-Wernera Meyera w roku 1994 Engelen-Kefer objęła zarząd komisaryczny związku. Zarząd DGB wypowiedział się przeciwko niej jako przyszłej przewodniczącej i na przewodniczącego nominował Dietera Schulte. Na Kongresie Federalnym DGB w Berlinie 23 maja 2006, w sprowokowanym przez nią samą konfrontacyjnym głosowaniu o stanowisko wiceprzewodniczącej związku Engelen-Kefer uległa ekspertce w sprawach kształcenia Ingrid Sehrbrock, której kandydyturę zaproponowali przewodniczący wszystkich ośmiu organizacji związkowych wchodzących w skład DGB. Za Engelen-Kefer głos oddało 161 delegatów, za Sehrbrock - 212.
Ursula Engelen-Kefer jest zamężna z dziennikarzem Klausem C. Engelen i ma dwóch synów.